# Homem-Hora
Homem-Hora (Hourman em inglês) é o nome de três personagens com iguais superpoderes da DC Comics; originalmente era o químico Rex Tyler, que criou uma pílula chamada miraclo, que pelo período de uma hora lhe dá suas habilidade, e teve sua criação original em 1940; o personagem teve seguimento em mais duas versões: em seu filho, Rick Tyler (em 1985), que aprimorou a fórmula da pílula e, finalmente, é revivido no século DCCCLIII, como um androide (1997).
Homem-Hora está vinculado aos grupos Justice Society of America, Freedom Fighters, All-Star Squadron e a Justice League.

## Origens
O Homem-Hora fez parte daquele que foi o primeiro time de super-heróis das histórias em quadrinhos, o “Justice Society of America” (que tinha por sigla “JSA”), e foi concebido pelo editor Sheldon Mayer e pelo roteirista Gardner Fox como forma de dar maior visibilidade aos seus personagens que não possuíam revista própria e teve sua primeira aparição na revista “All-Star Comics” número três, em 1940, lançada pela precursora da DC-Comics, a All-American. Membro regular do grupo ao lado de Hawkman, Spectre e Dr. Fate, o JSA tinha por vezes a participação eventual do Batman e do Super-Homem, considerados membros-honorários.
O segundo Homem-Hora foi criado por Roy Thomas, Dann Thomas e Todd McFarlane apareceu como o filho de Rick na revista da DC, Infinity Inc. #20; já a terceira aparição de 1997 ocorreu na revista JLA #12, sendo um androide baseado em Rex Tyler chamado Matthew Tyler e foi criado por Grant Morrison e Howard Porter.

## TV e Cinema
O Homem-Hora é integrante da Sociedade da Justiça da América na série de televisão DC's Legends of Tomorrow (2016) do canal CW, sendo interpretado por Patrick J. Adams. A série faz parte do "Arrowverse", um universo compartilhado entre séries como Arrow, Flash, Supergirl e outras do canal televisivo. As aparições do personagem acontecem como participações especiais na segunda e terceira temporada da série.
Duas versões do Homem-Hora aparecem na série de televisão Stargirl (2020) do serviço de streaming DC Universe. A primeira versão sendo Rex Tyler (interpretado por Lou Ferrigno Jr.), que aparece em flashbacks da antiga Sociedade da Justiça da América, e a segunda versão sendo seu filho Rick Tyler (interpretado por Cameron Gellman). Rick é um personagem regular da série e integrante da atual Sociedade da Justiça da América.

## Filmagem
Em 2013 a Warner Bros anunciou que pretendia filmar a saga do farmacêutico que, atormentado com visões do futuro, está determinado a recuperar sua família; o roteiro seria escrito por Michael Caleo.